# Martin Matschik
Martin Matschik OCist, auch: Martin II. Matschik (* 27. September 1888 in Türnitz; † 31. März 1958 in Amstetten) war Zisterzienser und von 1943 bis 1958 der 62. Abt des Zisterzienserstiftes Lilienfeld.

## Leben
Matschik wurde als Sohn eines Schmiedemeisters geboren und erhielt den Taufnamen Karl. Ehe er das Bischöfliche Gymnasium Petrinum in Linz besuchte war er von 1899 bis 1901 Sängerknabe im Stift Lilienfeld. Am 29. August 1907 trat er in das Stift Lilienfeld ein und nahm den Ordensnamen Martin  an. Am 30. August 1908 legte er die zeitliche Profess ab und absolvierte in Heiligenkreuz das Studium der Philosophie und Theologie. Nach der am 8. April 1912 abgelegten ewigen Profess empfing er am 28. Juli 1912 in St. Pölten die Priesterweihe.
Ehe er sich 1914 aus patriotischer Gesinnung freiwillig zum Militär gemeldet hatte, war er 1912 Lehrer am Sängerknabeninstitut und 1913 Pfarrvikar in Annaberg. Im Ersten Weltkrieg diente er als Feldkurat auf verschiedenen Kriegsschauplätzen, wie etwa bei den Kaiserschützen auf der Marmolata oder am Isonzo. Sein Einsatz auf der Marmolate machte ihn als Gletscherpfarrer vom Mamolarabataillon bekannt. Am Isonzo wurde Matschik schwer verwundet, musste sich mehreren Operationen unterziehen und war seither körperlich leidend.
Nach Kriegsende bekleidete er verschiedene Seelsorgestellen, wurde 1931 Prior und Pfarrvikar in Lilienfeld und war gleichzeitig Archivar und Bibliothekar. Im Jahre 1936 wechselte er als Pfarrvikar nach Radlbrunn und 1938 nach Kaumberg.
Am 7. Juli 1943 erfolgte unter dem Vorsitz von Generalvikar Abt Gregor Pöck von Heiligenkreuz seine Wahl zum Abt und am 1. August 1943 wurde Martin Matschik von Bischof Michael Memelauer von St. Pölten in der Stiftskirche Lilienfeld benediziert. Seither nannte er sich Martin II.
Die letzten Jahre des Zweiten Weltkrieges und die Nachkriegszeit waren für den Abt Zeiten der wirtschaftlichen und organisatorischen Herausforderungen. Im April 1945 mussten Abt und Konvent das Stift zeitweise verlassen, weil die Kirche und das Stiftsgebäude stark beschädigt wurden. Die gesamte Anlage sollte beim Rückzug der deutschen Truppen gesprengt werden und entging nur knapp der totalen Vernichtung und nach Kriegsende beschlagnahmte die sowjetische Besatzungsmacht das Konventgebäude.
Die Verhandlungen mit den Besatzern über die Rückgabe des Stiftes gestalteten sich schwierig und der Wiederaufbau des stark zerstörten Stiftes sowie die Renovierungen in den inkorporierten Pfarren erforderten großen Einsatz. Unter Martin Matschik engagierte sich das Stift auch besonders um die Beschaffung von Wohnraum für Arbeiter und Angestellte.
In Gegenwart von Nuntius Erzbischof Giovanni Dellepiane wurde 1952 das 750-jährige Gründungsjubiläum des Stiftes gefeiert. Nach dem Krieg gab es unter Abt Martin wieder zahlreiche Neueintritte in Lilienfeld und zur Überbrückung der Personalknappheit konnte er mehrere Flüchtlingspriester aus dem Welt- und Ordensklerus gewinnen. 1953 erhielt er zur Unterstützung den Kämmerer des Stiftes Wilhering, Friedrich Pfennigbauer, als Abtkoadjutor.
Der musikalisch begabte ausgezeichnete Prediger, der auch mehrere hohe zivile und militärische Auszeichnungen erhalten hatte, verstarb am 31. März 1958 an den Folgen eines Herzinfarktes im Krankenhaus Amstetten. Seine Beisetzung in der Äbtegruft in Lilienfeld erfolgte am 4. April durch Bischof Memelauer von St. Pölten.